# Landtag Schwarzburg-Rudolstadt (1860–1866)
Dieser Artikel behandelt den Landtag Schwarzburg-Rudolstadt 1860–1866.

## Landtag
Die Landtagswahl fand am 30. November 1860 statt.
Als Abgeordnete wurden gewählt:
| Name                                       | Wohnort/Rittergut | Kurie                 | Wahlkreis                                   | Anmerkung                                                    |
| ------------------------------------------ | ----------------- | --------------------- | ------------------------------------------- | ------------------------------------------------------------ |
| Gustav Adolph Baumbach                     | Königsee          | Größere Städte        | Königsee                                    |                                                              |
| Johann Georg August Bräutigam              | Stadtilm          | Größere Städte        | Stadtilm                                    | Vertreter für Schmidt vom 23. Februar bis 21. März 1864      |
| Erwin Bruno Etzrodt                        | Frankenhausen     | Größere Städte        | Frankenhausen                               |                                                              |
| Johann Michael Heyder                      | Lichtenhain       | KSL                   | Oberweißbach                                |                                                              |
| Heinrich Gottfried Wilhelm Erdmann Koch    | Rottleben         | KSL                   | Frankenhausen – Land II                     |                                                              |
| Johann Heinrich Ferdinand Kühn             | Udersleben        | KSL                   | Frankenhausen – Land I                      | Vertreter für Neubert vom 6. bis 26. März 1861               |
| Justin Lincke                              | Rudolstadt        | Größere Städte        | Rudolstadt                                  |                                                              |
| Johann Carl Friedrich Heinrich Meyer       | auf Ichstedt      | Größere Grundbesitzer | Landratsamtsbezirk Frankenhausen            | Verstorben am 9. Januar 1864. Nachfolger: Müller             |
| Johann Constant Delius Mohr                | auf Aschau        | Größere Grundbesitzer | Landratsamtsbezirke Rudolstadt und Königsee |                                                              |
| Johann Carl Heinrich Müller                | auf Borxleben     | Größere Grundbesitzer | Landratsamtsbezirk Frankenhausen            | Nachfolger für Meyer ab 1. Februar 1864                      |
| Johann August Wilhelm Neubert              | Borxleben         | KSL                   | Frankenhausen – Land I                      |                                                              |
| Gustav Adolf Friedrich Picard              | Schlotheim        | KSL                   | Frankenhausen – Land II                     | Vertreter für Koch vom 1. Februar bis 21. März 1864          |
| Wilhelm Gottfried von Rein                 | Rudolstadt        | Größere Städte        | Rudolstadt                                  | Verstorben am 25. Oktober 1862. Nachfolger: Wohlfahrt        |
| Carl Friedrich Ritze                       | Wüllersleben      | KSL                   | Amtsbezirk Ilm                              |                                                              |
| Karl Hermann Scheller                      | auf Schwarza      | Größere Grundbesitzer | Landratsamtsbezirke Rudolstadt und Königsee |                                                              |
| Ernst Wilhelm Schmidt                      | Stadtilm          | Größere Städte        | Stadtilm                                    |                                                              |
| Johann Daniel Schmiedeknecht               | Herschdorf        | KSL                   | Königsee – Land                             | Stellvertreter für Unbehaun vom 15. Februar bis 2. März 1864 |
| Johann Heinrich Louis Albert Schnapp       | Volkstedt         | KSL                   | Amtsbezirke Rudolstadt und Blankenburg      |                                                              |
| Christian Friedrich Constantin Sorger      | Leutenberg        | KSL                   | Amtsbezirk Leutenberg                       |                                                              |
| Johann Nicol Unbehaun                      | Unterhain         | KSL                   | Königsee – Land                             |                                                              |
| Heinrich Moritz Wiegand                    | Neuhaus           | KSL                   | Katzhütte                                   |                                                              |
| Johann Friedrich Wilhelm Theodor Wohlfahrt | Rudolstadt        | Größere Städte        | Rudolstadt                                  | Nachfolger für von Rein ab 1. Februar 1864                   |

Der Landtag wählte unter Alterspräsident Carl Meyer seinen Vorstand selbst. Landtags-Director (Parlamentspräsident) wurde Dr, Justin Lincke. Als Stellvertreter wurde Adolph Baumbach gewählt.
Der Landtag kam zwischen dem 11. Februar 1861 und dem 7. Juli 1866 zu 52 öffentlichen Plenarsitzungen in zwei ordentlichen Sitzungsperioden (1861, 1864) und einer außerordentlichen Sitzungsperiode (1866) zusammen.